# Relax-GAM
Relax-GAM (código UCI: REG) fue un equipo ciclista español, desde el 2005 de categoría Profesional Continental, candidato a invitaciones en pruebas del UCI ProTour y otras de máximo nivel. Este equipo vinculado a Aragón se caracterizaba por la ambición y la lucha de ciclistas jóvenes, frecuentemente luchando por conseguir victorias de etapa en diversas pruebas del calendario ciclista español. En sus últimas años, hasta 2007, contó con el patrocinio de la empresa colchonera Relax, la empresa asturiana GAM y el Ayuntamiento de Fuenlabrada.

## Historia

### Dormilón (1984-1987)
Tras dos años en el campo del ciclismo amateur, la firma de colchones de Fuenlabrada, Dormilón, ascendió a categoría profesional con una plantilla de doce ciclistas, en su mayoría neoprofesionales, y con Maximino Pérez como director deportivo.
En el primer año como profesionales, tan solo registraron la victoria de Jesús Guzmán en el Circuito de Guecho. En 1985, fue el belga Eddy de Bie el que lograría la única victoria de la temporada, al imponerse en una etapa de la Vuelta a Murcia.
En noviembre de 1985, se anunció el fichaje de la estrella belga Lucien Van Impe, con la intención de correr gran parte del calendario nacional al año siguiente.
El equipo comenzó a despegar en cuanto a palmarés en 1986, gracias fundamentalmente al fichaje del veterano ciclista belga y a su compatriota Benny van Brabant. Van Impe aportó la victoria en la Vuelta a los Valles Mineros, incluyendo un triunfo de etapa. Roberto Córdoba y José María Moreno Ramírez, por su parte, registraron triunfos parciales en Vuelta a Murcia y Vuelta a La Rioja, respectivamente, mientras que Van Brabant, con tres etapas en la Vuelta a Murcia, una en la Vuelta a Andalucía y otra en la Vuelta a Burgos, fue el principal recurso ganador de la formación madrileña.
En 1987, con la pérdida de sus figuras belgas, el palmarés del equipo volvió a resentirse, aunque aun así cosecharon algunas victorias, destacando el Trofeo Masferrer, en el que venció Roberto Córdoba.

### Seur (1988-1992)
A finales de 1987, se hizo oficial que la firma Seur pretendía asumir el patrocinio de un equipo ciclista, después de la experiencia vivida el año anterior con el equipo Reynolds. Para ello, aprovecharon que Dormilón había anunciado el abandono del mundo del ciclismo, y recogieron la estructura de dicho equipo ciclista, con Maximino Pérez como director deportivo, formando una plantilla de dieciséis ciclistas. El triunfo más destacado de la primera temporada fue la victoria de etapa en la Vuelta a España cosechada por Francisco Navarro Fuster, en la 4.ª etapa, al culminar una larga escapada gestada de 216 km. Otro belga, Noël Dejonckheere, también logró una etapa en la Vuelta a Andalucía.
La empresa de transportes, asimismo, también patrocinó formaciones ciclistas en categorías inferiores, con equipos juveniles y amateurs repartidos en diversas escuelas ciclistas en provincias españolas, recibiendo por ello, entre otras labores, el premio "Mundo Deportivo" al fomento del deporte.
En la temporada 1989 se fichó a Jesús Blanco Villar y Marco Giovannetti, los cuales formarían la punta de lanza del equipo, que aspiraba a conseguir resultados importantes en Vuelta a España, Giro de Italia y Vuelta a Portugal. Sin embargo, la destacada plantilla no se tradujo en victorias, si bien destaca la victoria de Joaquín Hernández en la 2.ª etapa de la Vuelta a España, además de una etapa de Francisco Navarro en la Vuelta al Algarve y la victoria en la clasificación general de la Vuelta a Galicia de Vicente Ridaura. En el Giro de Italia, Giovannetti tan solo pudo terminar 8.º en la clasificación general.
En 1990, con un equipo aún más reforzado, se produjo el mayor éxito de Seur en su andadura profesional, al proclamarse el italiano Giovannetti campeón de la Vuelta a España, gracias a la ventaja lograda en una escapada en la 5.ª etapa. El ciclista italiano, que se hizo con el maillot amarillo de líder al término de la 10.ª etapa, en detrimento de Julián Gorospe, supo mantener durante las etapas de montaña y se defendió con garra en las etapas contrarreloj., logrando así, contra todo pronóstico, el mayor éxito de su carrera. En el Giro de Italia, Jon Unzaga rozó la victoria en la 15.ª etapa, tras llegar a meta en una escapada de seis corredores, en la que finalmente se impuso el francés Eric Boyer, superando al ciclista español. Giovanetti, flamante vencedor de la Vuelta, terminó 3.º en la clasificación general.
Otras victorias de esta temporada incluyen la Vuelta al Alentejo de José Recio, una etapa de la Vuelta al Algarve de José Rafael García, y sendas etapas en la Vuelta a la Comunidad Valenciana y la Volta a Cataluña del esprínter neerlandés Mathieu Hermans.
En 1991, Maximino Pérez deja paso a José Antonio González Linares, procedente del Teka, en las labores de director deportivo, si bien se mantuvo ligado al equipo, junto con su hermano José María, haciendo funciones de mánager, a la vez que afrontaba el cargo de presidente de la Asociación de Equipos Ciclistas de España. Para paliar las bajas de Giovannetti y Álvaro Pino, el equipo firmó un acuerdo con el Alfa Lum para traspasar a varios ciclistas soviéticos, además de fichar al francés Ronan Pensec, siendo una de las escuadras con mayor crecimiento en el pelotón español.
Entre las victorias del equipo esta temporada, destacan la Vuelta a Asturias ganada por Piotr Ugrumov, las etapas en la París-Niza y en la Vuelta a Galicia, ganadas por Viktor Klimov, el Trofeo Masferrer de Malcolm Elliott, y las etapas de Peter Hilse en la Vuelta a Andalucía, Jon Unzaga en la Bicicleta Vasca y Federico García en la Vuelta al Alentejo. Asimismo, el joven ucranio Víktor Rjaksinski, se impone en el Campeonato del Mundo amateur.
En la Vuelta de 1991, el equipo volvió a obtener un triunfo de etapa, de la mano del soviético Ivan Ivanov. Otro soviético, Piotr Ugrumov, fue el mejor clasificado en la general, al terminar 8.º.
Aunque se trató de cerrar el fichaje de varios ciclistas de renombre dentro del pelotón internacional, como Echave, Chozas, Cabestany o Delgado, el equipo finalmente recurrió a ciclistas neoprofesionales para reforzar la plantilla, excepción hecha de los españoles Blanco Villar, que regresaba al equipo, y Galarreta.
En 1992, Malcolm Elliott consiguió victorias parciales en la Vuelta a Andalucía y la Vuelta a Asturias e Ivan Ivanov logró un triunfo de etapa en la Vuelta a Asturias. También cabe destacar el 2.º puesto de Ugrumov en la Vuelta a Aragón.
En la Vuelta a España, el equipo no tuvo éxito, a pesar de la insistencia de sus corredores, como Federico García, que intentó varios ataques en diferentes etapas.

### Cambio de dueño: Deportpublic
En octubre de 1992, se conocía ya que Seur dejaría el patrocinio del equipo profesional. Sin embargo, la estructura del equipo se salvó finalmente gracias al apoyo de Unipublic, empresa organizadora de la Vuelta a España, que se comprometió a buscar un patrocinador a la formación deportiva y aportar el presupuesto faltante, pasándose a conocer el equipo con el nombre de Deportpublic. A pesar de que la mayor parte de la plantilla se mantuvo, así como el director deportivo, el equipo cambió de dueño, pasando al control de Augusto de Castañeda, y continuando en el pelotón español bajo distintos patrocinadores hasta finales del 2007.

### Continuos cambios de patrocinador
En 1994, a mitad de temporada, justo antes de la Vuelta, Cavas Castellblanch entró como patrocinador. En 1995, la firma Mx Onda entró como copatrocinador, haciéndose cargo del patrocinio del equipo en la temporada siguiente. En 1997 y 1998, el ayuntamiento de Estepona pasó a ser el principal patrocinador de la escuadra, con apoyo de Cafés Toscaf el primer año y Brepac el segundo, dejando paso al ayuntamiento de Fuenlabrada en 1999. Finalmente, en 2000 la empresa de colchones Relax asumió el peso financiero de la formación deportiva, siendo este patrocinio el que más años perduró en el equipo.
Durante esos años el equipo estuvo formado casi exclusivamente por corredores españoles, salvo algún corredor extranjero que aumentaban el nivel global del equipo, siendo estos los que conseguían los resultados más destacados como Marcel Wust, Uwe Peschel y en menor medida Martín Garrido.

### Fallecimiento de ciclistas en activo
El equipo tuvo una época "negra" de ciclistas fallecidos en activo entre los años 1996 y 2000.
Una vez finalizada la temporada de 1996 José Antonio Espinosa falleció tras un choque en un critérium en Fuenlabrada.
Manuel Sanroma, ciclista que en su primera temporada completa como profesional ya había obtenido 7 victorias al esprint falleció en el mes de junio de 1999 tras una caída en los últimos metros de la segunda etapa de la Volta a Cataluña.
Un año después Saúl Morales falleció durante el transcurso de la Vuelta a la Argentina tras atropellarle un camión que había invadido la carrera.

### Reestructuración y pequeño paso adelante
En 2004, con el copatrocinio de la marca belga Bodysol, el equipo se internacionalizó y pasó a ser de máxima categoría (1.ª División) con hasta 25 corredores, más otros 3 que se ficharon a lo largo de la temporada. Debido al amplio calendario que disputaron consiguieron 13 victorias (9 por ciclistas no españoles). Dicha internacionalización produjo en el equipo una profunda remodelación desvinculándose de este Maximino Pérez que junto a su hermano dirigieron el equipo hasta dicha fecha.
Cabe destacar que Bodysol es una marca de la empresa de medicamentos belga Omega Pharma que desde 2003 también patrocinaron al Quick Step mediante su marca Davitamon. Dicho patrocinio creó un acuerdo de colaboración, liderado por el director del Quick Step Patrick Lefevere, entre ambos equipos para ir pasando del equipo español al belga los corredores no españoles con mayor proyección internacional. Sin embargo, al año siguiente, Omega Pharma prefirió patrocinar al gran rival del Quick Step, el Lotto, mediante su marca Davitamon, quitando Omega Pharma toda colaboración con Quick Step.

### Últimos años
Volvieron a descender al año siguiente a la nueva segunda categoría: Profesional Continental; al desaparecer la colaboración con Lefevere debido a la "huida" de Bodysol (que se fue a patrocinar equipos belgas filiales del nuevo Davitamon-Lotto). Año en el cual apareció la publicidad de GAM, aunque con un presupuesto tan ajustado que solo corrieron pruebas europeas, mayoritariamente en España, junto a otras pocas en Francia y Portugal. Ya en el 2006 si corrieron más carreras fuera de España, incluso algunas fuera de Europa.
En el 2007 ficharon por el equipo grandes figuras españolas del pelotón, como Mancebo, Sevilla y Santi Pérez, aunque bajo las sospechas de la Operación Puerto y el dopaje.
Al término de la temporada 2007, la empresa asturiana GAM anunció el cese como patrocinador del equipo. Aunque se intentó encontrar algún otro patrocinador, como por ejemplo la empresa de repostería italiana Forno d'Asolo, no se llegó a materializar ningún acuerdo, por lo que el equipo desapareció del pelotón.
En esos últimos años el equipo siguió manteniendo su filosofía tradicional de tener corredores españoles con algún extranjero pero esta vez los extranjeros no destacaron sobre los españoles. Solo uno de ellos, David George, consiguió una victoria, junto con un segundo puesto y un tercer puesto en el 2006.

## Dopaje
En marzo de 1991, el español José Recio dio positivo por cocaína.
En febrero de 1992, Malcolm Elliott y José Urea dieron positivo por nandrolona en la Vuelta a Andalucía.

## Corredor mejor clasificado en las Grandes Vueltas
| Año   | Giro de Italia           | Tour de Francia      | Vuelta a España                 |
| ----- | ------------------------ | -------------------- | ------------------------------- |
| 1984  | -                        | -                    | 38.º Ludo Loos                  |
| 1985  | -                        | -                    | 56.º Francisco Espinosa Sempere |
| 1986  | -                        | -                    | 11.º Lucien van Impe            |
| 1987  | -                        | -                    | 46.º Mariano Sánchez Martínez   |
| 1988  | -                        | -                    | 37.º Javier Castellar           |
| 1989  | 8.º Marco Giovannetti    | -                    | 16.º Jesús Blanco Villar        |
| 1990  | 3.º Marco Giovannetti    | 63.º Vicente Ridaura | 1.º Marco Giovannetti           |
| 1991  | 32.º Ronan Pensec        | -                    | 8.º Piotr Ugriúmov              |
| 1992  | 20.º Piotr Ugriúmov      | -                    | 19.º Piotr Ugriúmov             |
| 1993  | -                        | -                    | 25.º Jesús Blanco Villar        |
| 1994  | -                        | -                    | 8.º Luis Pérez García           |
| 1995  | 65.º Juan Carlos Vicario | -                    | 15.º José Manuel Uría           |
| 1996  | 74.º José Manuel Uría    | -                    | 14.º Daniel Clavero             |
| 1997  | -                        | -                    | 6.º Daniel Clavero              |
| 1998  | -                        | -                    | 39.º Juan Carlos Vicario        |
| [1999 | -                        | -                    | 28.º Juan Carlos Vicario        |
| 2000  | -                        | -                    | 76.º Pedro Díaz Lobato          |
| 2001  | -                        | -                    | 42.º Óscar Laguna               |
| 2002  | -                        | -                    | 35.º Nacor Burgos               |
| 2003  | -                        | -                    | 20.º Josep Jufré                |
| 2004  | -                        | -                    | 20.º Luis Pasamontes            |
| [2005 | -                        | -                    | 14.º Josep Jufré                |
| 2006  | -                        | -                    | 25.º José Miguel Elías          |
| 2007  | -                        | -                    | 12.º Dani Moreno                |

## Material ciclista
El equipo utilizó bicicletas Otero (1993-1995), Zullo (1996), Macario (1997-2001), BH (2002-2003), Ridley (2004) y Gios (2005-2007).

## Sede
El equipo tenía su sede en Madrid (Avenida General Peron 22, 1 °C).

## Clasificaciones UCI
La Unión Ciclista Internacional elaboraba el Ranking UCI de clasificación de los ciclistas y equipos profesionales.
Hasta el año 1998, la clasificación del equipo y de su ciclista más destacado fue la siguiente:
| Año  | Clasificación por equipos | Mejor corredor en la clasificación individual | Posición |
| 1993 | ??                        | ??                                            | ??       |
| 1994 | ??                        | ??                                            | ??       |
| 1995 | 27.º                      | Marcel Wust                                   | 88.º     |
| 1996 | 34.º                      | Marcel Wust                                   | 117.º    |
| 1997 | 24.º                      | Daniel Clavero                                | 47.º     |
| 1998 | 37.º                      | Uwe Peschel                                   | 165.º    |

A partir de 1999 y hasta 2004 la UCI estableció una clasificación por equipos divididos en tres categorías (primera, segunda y tercera). La clasificación del equipo y su ciclista más destacado fue la siguiente:
| Año  | Categoría | Clasificación por equipos | Mejor corredor en la clasificación individual | Posición |
| 1999 | Segunda   | 22.º                      | Carlos Vicario                                | 463.º    |
| 2000 | Segunda   | 20.º                      | Martín Garrido                                | 344.º    |
| 2001 | Segunda   | 14.º                      | Juan Antonio Flecha                           | 110.º    |
| 2002 | Segunda   | 8.º                       | Benjamín Noval                                | 220.º    |
| 2003 | Segunda   | 6.º                       | Josep Jufré                                   | 104.º    |
| 2004 | Primera   | 24.º                      | Bert Roesems                                  | 111.º    |

A partir de 2005 la UCI instauró los Circuitos Continentales UCI, donde el equipo estuvo desde que se creó dicha categoría, registrado dentro del UCI Europe Tour. Estando en las clasificaciones del UCI Europe Tour Ranking, UCI America Tour Ranking y UCI Asia Tour Ranking. Las clasificaciones del equipo y de su ciclista más destacado son las siguientes:
| Temporada                | Clasificación por equipos | Mejor corredor en la clasificación individual | Posición |
| 2005 (Europe Tour)       | 32.º                      | Daniel Moreno                                 | 100.º    |
| 2005-2006 (Africa Tour)  | 3.º                       | David George                                  | 7.º      |
| 2005-2006 (Asia Tour)    | 3.º                       | David George                                  | 7.º      |
| 2005-2006 (Europe Tour)  | 49.º                      | Daniel Moreno                                 | 23.º     |
| 2006-2007 (America Tour) | 21.º                      | Francisco Mancebo                             | 113.º    |
| 2006-2007 (Asia Tour)    | 9.º                       | Francisco Mancebo                             | 38.º     |
| 2006-2007 (Europe Tour)  | 9.º                       | Óscar Sevilla                                 | 22.º     |

## Palmarés

### Palmarés 2007
UCI ProTour
| Fechas      | Carreras                             | Ganador       |
| 11 de abril | 3.ª etapa de la Vuelta al País Vasco | Ángel Vicioso |
| 24 de mayo  | 4.ª etapa de la Volta a Cataluña     | Óscar Sevilla |

Circuito Continental
| Fechas        | Carreras                                         | Ganador           |
| 28 de enero   | 5.ª etapa del Tour de San Luis                   | Daniel Moreno     |
| 22 de marzo   | 7.ªb etapa de la Vuelta por un Chile Líder (CRI) | Francisco Mancebo |
| 3 de mayo     | 1.ª etapa de la Vuelta a Asturias                | Ángel Vicioso     |
| 22 de junio   | 2.ª etapa de la Ruta del Sur                     | Óscar Sevilla     |
| 24 de junio   | Ruta del Sur                                     | Óscar Sevilla     |
| 18 de julio   | 1.ª etapa de la Vuelta a la Comunidad de Madrid  | Ángel Vicioso     |
| 20 de julio   | 3.ª etapa de la Vuelta a la Comunidad de Madrid  | Ángel Vicioso     |
| 10 de octubre | 4.ª etapa de la Vuelta a Chihuahua               | Daniel Moreno     |
| 14 de octubre | Vuelta a Chihuahua                               | Francisco Mancebo |

## Plantilla
Para años anteriores, véase Anexo:Plantillas del Relax

### Plantilla 2007
| Nombre                   | Nacimiento | Nacionalidad    | Equipo 2006                      |
| Nacor Burgos             | 09/04/1977 | España          | Relax-GAM                        |
| Mario de Sárraga         | 22/08/1980 | España          | Relax-GAM                        |
| José Miguel Elías        | 15/01/1977 | España          | Relax-GAM                        |
| Jorge García Marín       | 23/04/1980 | España          | Relax-GAM                        |
| Raúl García de Mateos    | 25/07/1982 | España          | Relax-GAM                        |
| Óscar García-Casarrubios | 07/06/1984 | España          | Relax-GAM                        |
| Jesús Hernández          | 28/09/1981 | España          | Relax-GAM                        |
| Jan Hruška               | 04/02/1975 | República Checa | 3 Molinos Resort                 |
| Denis Kudashev           | 04/06/1981 | Rusia           | Relax-GAM                        |
| Francisco Mancebo        | 09/03/1976 | España          | Ag2r Prevoyance                  |
| José Rafael Martínez     | 19/04/1978 | España          | Relax-GAM                        |
| Daniel Moreno            | 05/09/1981 | España          | Relax-GAM                        |
| Jorge Pérez              | 15/09/1983 | España          | Neoprofesional                   |
| Santi Pérez              | 05/08/1977 | España          | Phonak Hearing Systems (en 2004) |
| Julián Sánchez Pimienta  | 26/02/1980 | España          | Comunidad Valenciana             |
| Óscar Sevilla            | 29/09/1976 | España          | T-Mobile                         |
| Joaquín Sobrino          | 22/06/1982 | España          | Neoprofesional                   |
| Francisco José Terciado  | 25/03/1981 | España          | Relax-GAM                        |
| Ángel Vallejo            | 01/04/1981 | España          | Relax-GAM                        |
| Ángel Vicioso            | 13/04/1977 | España          | Liberty Seguros                  |